# 發光珍燈魚
發光珍灯鱼（学名：Lampanyctus photonotus）为輻鰭魚綱燈籠魚目灯笼鱼科的其中一種。分布于大西洋及西太平洋海域，為深海魚類，棲息深度40-1100公尺，體長可達8.5公分。

## 扩展阅读
維基物種上的相關：發光珍灯鱼